# ميدلزبرة
ميدلزبره (بالإنجليزية: Middlesbrough)‏ هي منطقة في شمال شرق إنكلترا. ومقر نادي كرة القدم الشهير ميدلزبره.

## المناخ
يظهر الجدول التالي التغييرات المناخية على مدار السنة لميدلزبرة:
| البيانات المناخية لـميدلزبرة      | البيانات المناخية لـميدلزبرة | البيانات المناخية لـميدلزبرة | البيانات المناخية لـميدلزبرة | البيانات المناخية لـميدلزبرة | البيانات المناخية لـميدلزبرة | البيانات المناخية لـميدلزبرة | البيانات المناخية لـميدلزبرة | البيانات المناخية لـميدلزبرة | البيانات المناخية لـميدلزبرة | البيانات المناخية لـميدلزبرة | البيانات المناخية لـميدلزبرة | البيانات المناخية لـميدلزبرة | البيانات المناخية لـميدلزبرة |
| الشهر                             | يناير                        | فبراير                       | مارس                         | أبريل                        | مايو                         | يونيو                        | يوليو                        | أغسطس                        | سبتمبر                       | أكتوبر                       | نوفمبر                       | ديسمبر                       | المعدل السنوي                |
| --------------------------------- | ---------------------------- | ---------------------------- | ---------------------------- | ---------------------------- | ---------------------------- | ---------------------------- | ---------------------------- | ---------------------------- | ---------------------------- | ---------------------------- | ---------------------------- | ---------------------------- | ---------------------------- |
| متوسط درجة الحرارة الكبرى °م (°ف) | 6.8 (44.2)                   | 7.3 (45.1)                   | 9.7 (49.5)                   | 12.0 (53.6)                  | 15.0 (59.0)                  | 17.8 (64.0)                  | 20.4 (68.7)                  | 20.1 (68.2)                  | 17.5 (63.5)                  | 13.6 (56.5)                  | 9.6 (49.3)                   | 6.9 (44.4)                   | 13.1 (55.6)                  |
| متوسط درجة الحرارة الصغرى °م (°ف) | 0.7 (33.3)                   | 1.0 (33.8)                   | 2.1 (35.8)                   | 3.6 (38.5)                   | 5.8 (42.4)                   | 8.6 (47.5)                   | 10.7 (51.3)                  | 10.7 (51.3)                  | 8.5 (47.3)                   | 6.2 (43.2)                   | 3.2 (37.8)                   | 0.7 (33.3)                   | 5.2 (41.4)                   |
| الهطول مم (إنش)                   | 41.1 (1.62)                  | 32.9 (1.30)                  | 36.3 (1.43)                  | 41.5 (1.63)                  | 40.8 (1.61)                  | 52.4 (2.06)                  | 52.9 (2.08)                  | 60.6 (2.39)                  | 49.7 (1.96)                  | 57.5 (2.26)                  | 60.2 (2.37)                  | 48.2 (1.90)                  | 574.2 (22.61)                |
| متوسط أيام هطول الأمطار           | 9.9                          | 8.1                          | 8.4                          | 8.2                          | 9.0                          | 8.7                          | 9.1                          | 9.8                          | 8.0                          | 9.8                          | 11.8                         | 10.6                         | 111.5                        |
| ساعات سطوع الشمس الشهرية          | 54.8                         | 71.3                         | 102.7                        | 132.4                        | 174.6                        | 168.3                        | 170.6                        | 160.7                        | 125.9                        | 93.3                         | 59.8                         | 45.5                         | 1٬360                        |
| المصدر: UK Met Office             |                              |                              |                              |                              |                              |                              |                              |                              |                              |                              |                              |                              |                              |

## توأمة
لميدلزبرة اتفاقيات توأمة مع كل من:
- أوبرهاوزن
- ماسفينغو
- دونكيرك

## أعلام
- فيل باش
- جيمس أرثر
- ستيوارت داونينغ
- دون ريفي
- ماثيو جارفيس
- جوناثان وودغيت
- روي براون
- بيل هاريس
- ديف غالانت
- كين تومسون